# Prohypotyphla schoutedeni
Prohypotyphla schoutedeni är en tvåvingeart som beskrevs av Vanschuytbroeck 1963. Prohypotyphla schoutedeni ingår i släktet Prohypotyphla och familjen Pyrgotidae.
Artens utbredningsområde är Kongo. Inga underarter finns listade i Catalogue of Life.